# 布仑口水库
布仑口水库是新疆塔里木河上源喀什噶尔河的支流盖孜河干流龙头水库，为不完全多年调节水库。具有灌溉调蓄、发电、防洪等功能。坝址下游19km设有公格尔水电站，担负喀克电网调峰。

## 枢纽大坝
坝址位于布仑口湖口以下约1.0km处。坝轴线为直线，坝型为心墙土石坝。正常蓄水位相应库容5.267m，死库容1.94亿m3，兴利库容3.327亿m3。总库容639亿m3。
兴建该工程后，经布仑口水库的调蓄，初期可使下游灌区扩大灌溉面积69.16万亩，最终可使扩灌面积增加到179.16万亩。当遇100年一遇洪水时，可使洪峰流量从499m3/s削减到450m3/s，当遇2000年一遇洪水时，可使洪峰流量从960m3/s削减为637m3/s。
枢纽区右岸开敞式溢洪道；浇筑式沥青混凝土心墙坝；左岸导流兼泄洪冲沙洞；引水发电洞和地面发电厂房。设计最低发电水位3283米高程.

## 发电系统
整个引水系统总长约18.6公里，电站厂房位于坝址枢纽区下游约19 km，电站安装发电机组3台，机组设计引用流量3×12.7每秒立方米，毛水头659.5米，净水头为645.5 m，最小水头600.0m，加权平均水头637.5m。装机4×5万kW，保证出力69.8 MW，多年平均发电量6.73亿 kW·h，220千伏送出线路长97km。

## 历史
2009年1月21日经《新疆维吾尔自治区发展和改革委员会关于盖孜河布仑口-公格尔水电站建设项目核准的批复》（新发改能源[2009]162号）批准。概算总投资22.04亿元。自筹占20%，申请国家拨款占40%，贷款占40%，建设期还贷利息的利率按6.21%计算。设计施工总工期为39个月。 
2009年4月28日开工。2011年5月26日截流。2012年6月30日大坝填筑到设计度汛高程。2012年7月16日下闸蓄水。18.5公里隧洞沿线分布有3.6km冰渍层隧洞软岩围岩无法自稳、6.9公里的云母石英片岩超高地温达140℃、岩爆且含輻射的4公里花岗岩等十分复杂地质环境。2013年7月10日发电引水隧洞全线贯通。2014年6月30日14时，最后一台机组带负荷成功并入新疆电网，并实现72小时持续正常运行。